# Atriplectides dubius
Atriplectides dubius är en nattsländeart som beskrevs av Martin E. Mosely 1936. Atriplectides dubius ingår i släktet Atriplectides och familjen Atriplectididae. Inga underarter finns listade i Catalogue of Life.